# Berneška rudokrká
Berneška rudokrká (Branta ruficollis) je malý druh husy z rodu Branta.

## Taxonomie
Z taxonomického hlediska se jedná o monotypický druh.

## Popis
- Celková délka: 54–60 cm
- Rozpětí křídel: 110–125 cm
- Hmotnost: 1000–1625 g[2]

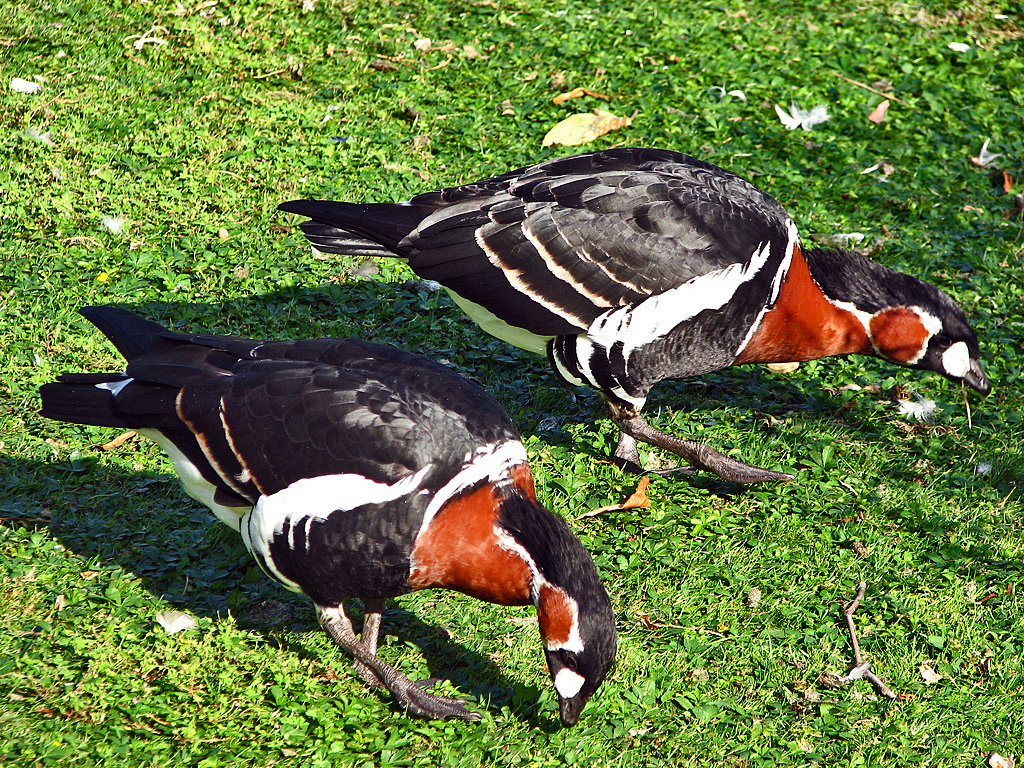
Pasoucí se bernešky rudokrké

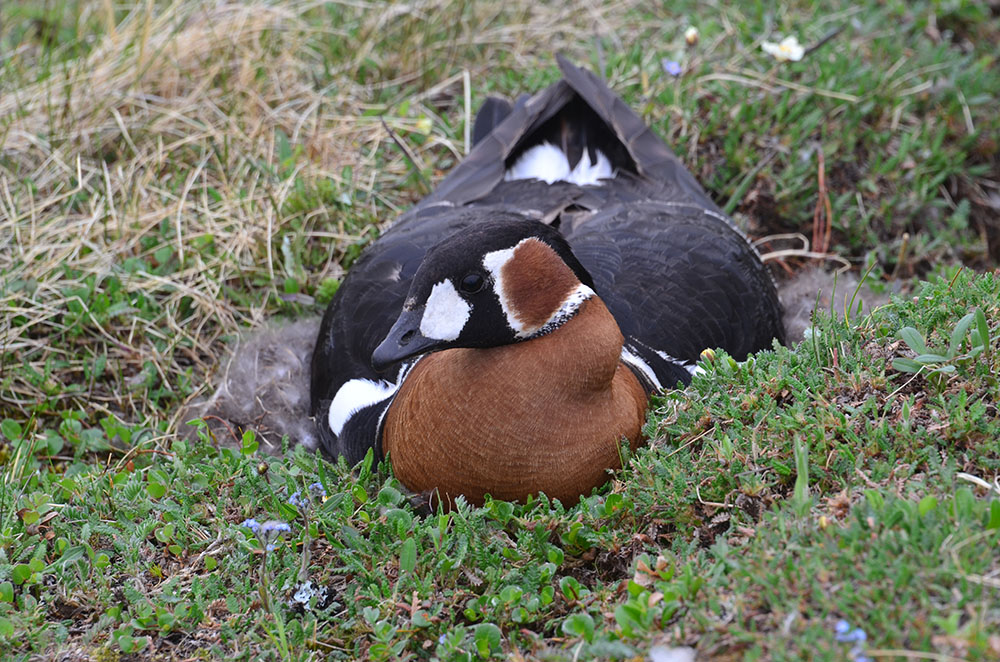
Samice na hnízdě

Berneška rudokrká je o něco menší než berneška tmavá, má krátký, silný krk, kulatou hlavu a nápadně malý zobák. Po celý rok je velmi výrazně zbarvená, díky čemuž je mezi všemi husami naprosto nezaměnitelná. Tělo je černé s výrazným bílým pruhem na bocích, který vzadu přechází v bílý kostřec. Hruď a hrdlo jsou kaštanově rudohnědé, temeno hlavy a zadní část krku jsou černé, na lících je velká rudohnědá skvrna. Mezi černými a rudohnědými poli jsou vždy kontrastní bílé lemy. Mezi okem a zobákem se na černém podkladu nachází výrazná bílá skvrna. Složená křídla dospělých ptáků mají vzadu dvojici příčných bílých pásek, za letu jsou křídla zespodu celá černá. Zobák a nohy jsou také černé. Pohlaví se od sebe zbarvením neliší.

Mladí ptáci mají na složeném křídle větší množství (4–5) méně kontrastních pásek, rudohnědá lícní skvrna je méně výrazná a má širší bílý lem.

### Hlas
Ozývá se vysoko položeným „ki-kui“ nebo „kik-jik“.

## Rozšíření
Berneška rudokrká hnízdí v tundře na severu Sibiře, zimuje na severním a západním pobřeží Severního moře, často zaletuje až do Bulharska a Rumunska. Jednotlivci se spolu s hejny jiných druhů hus mohou dostat až do střední a západní Evropy. V České republice se dříve vyskytovala poměrně vzácně, po roce 2005 jsou ale zimující ptáci pravidelně pozorováni na jihomoravských vodních plochách.

Je vedena v Červeném seznamu IUCN, kde je k 1. říjnu 2016 zařazena mezi zranitelné druhy. Odhad početnosti populace činil v roce 2015 44 000–56 000 jedinců s klesajícím trendem.

## Bionomie
Během zimování se bernešky rudokrké shlukují do velkých hejn, často se také přidávají k jiným druhů hus. V období hnízdění vytváří menší kolonie (do počtu 30 párů) v tundře v blízkosti pobřeží či při ústí řek. Často přitom vyhledávají přítomnost dravců, kteří berneškám poskytují ochranu před suchozemskými predátory (např. polárními liškami. Živí se převážně trávami.

### Hnízdění

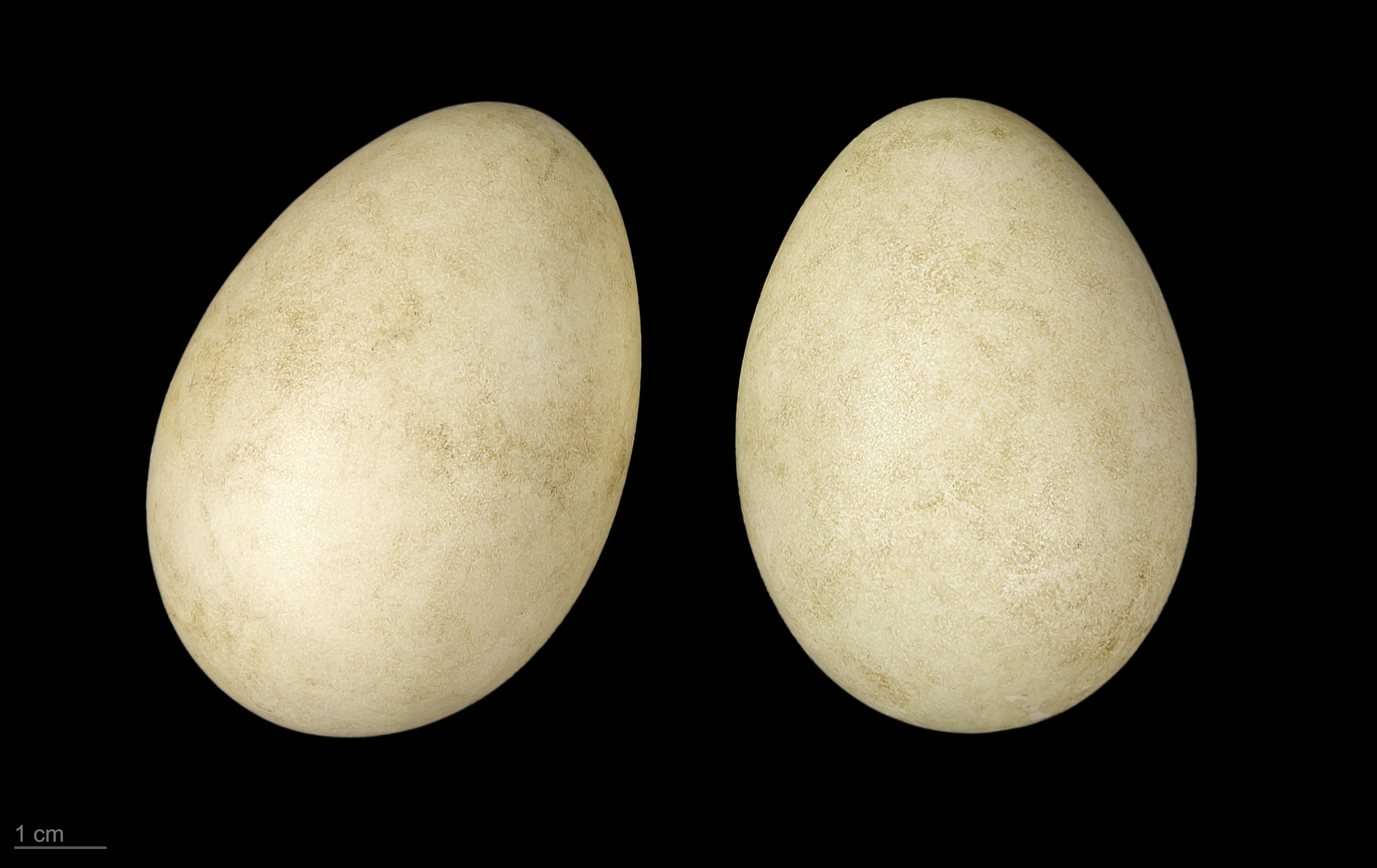
Vejce bernešky rudokrké

Hnízdo si staví na zemi mezi kameny. Během června klade samice 3–6 (vzácně až 9) smetanově zbarvených vajec, na kterých sedí sama po dobu 24–26 dnů. Po vylíhnutí mláďat se k péči přidává i samec.

## Hospodářský význam
Ve většině areálu výskytu se jedná o lovnou zvěř. Sbírá se také prachové peří z hnízd.

## Kulturní význam

Znak Tajmyrského autonomního okruhu

Berneška rudokrká byla vyobrazena na symbolech Tajmyrského autonomního okruhu, zaniklého subjektu Ruské federace existujícího v letech 1930–2007.

## Chov v zoo

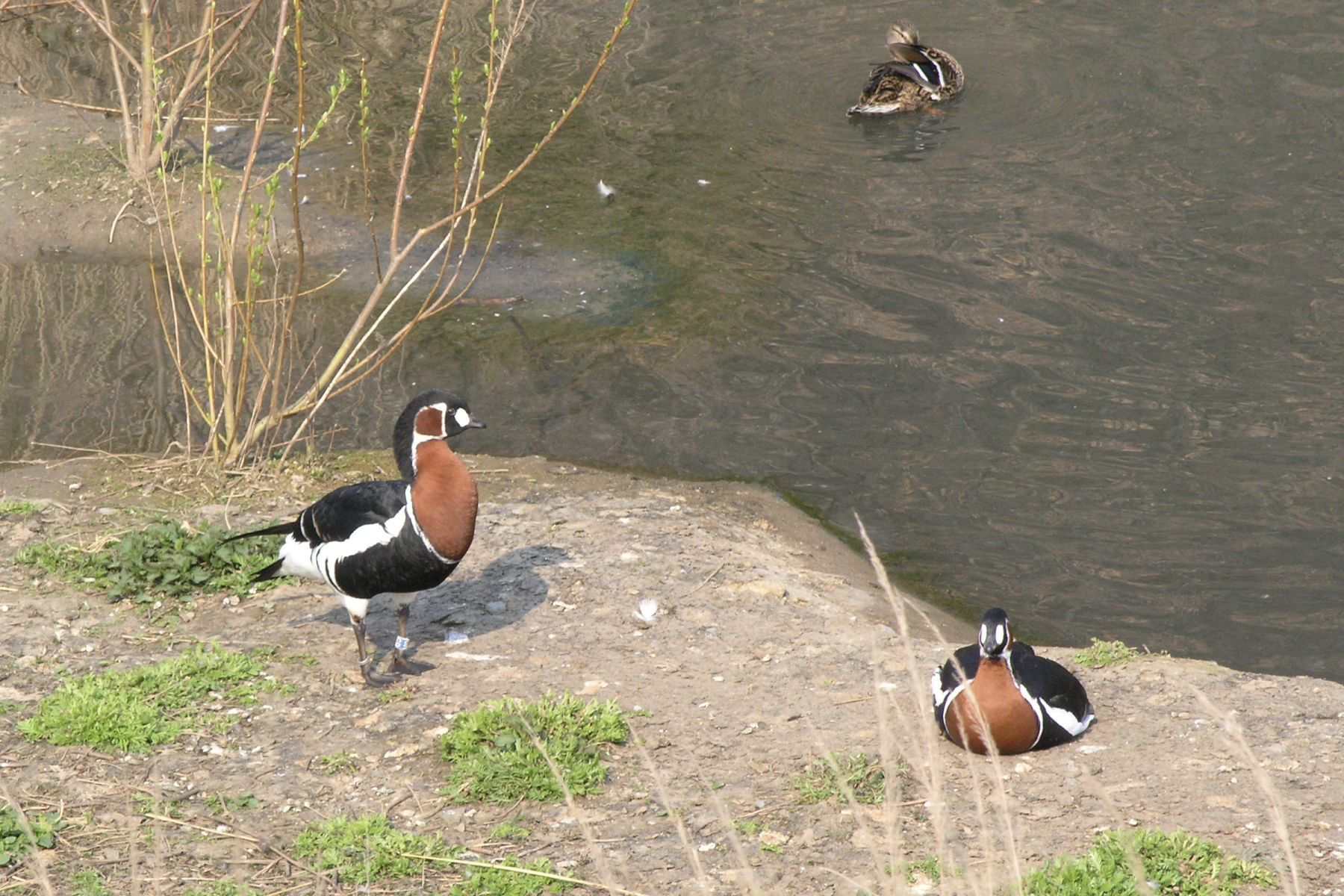
Bernešky rudokrké v Zoo Praha

Na počátku roku 2020 byla berneška rudokrká chována přibližně ve 160 evropských zoo. V rámci Česka se jednalo o tyto zoo:
- Zoo Hluboká
- Zoopark Chomutov
- Zoo Ostrava
- Zoo Plzeň
- Zoo Praha
- Zoo Ústí nad Labem
- Zoo Sedlec
- Zoo Plasy

Na Slovensku je chována v Zoo Bojnice, Zoo Bratislava a Zoo Košice.

### Chov v Zoo Praha
V Zoo Praha je berneška rudokrká chována od roku 1998. První úspěšný odchov se podařil o pět let později. V průběhu roku 2018 byli dovezeni dva samci ze Zoo Ostrava. Ke konci roku 2018 bylo chováno šest jedinců (pět samců a jedna samice). V prosinci 2019 byli dovezeni tři samci a jedna samice ze Zoo Ostrava.
Tento druh je chován v expozici Ptačí mokřady v dolní části zoologické zahrady.